# Orthacanthacris
Orthacanthacris är ett släkte av insekter. Orthacanthacris ingår i familjen gräshoppor.
Kladogram enligt Catalogue of Life:
| Orthacanthacris | \| \| Orthacanthacris bimaculatua \| \| \| \| \| \| Orthacanthacris humilicrus \| \| \| \| |
|                 | \| \| Orthacanthacris bimaculatua \| \| \| \| \| \| Orthacanthacris humilicrus \| \| \| \| |
|                 | Orthacanthacris bimaculatua                                                                |
|                 |                                                                                            |
|                 | Orthacanthacris humilicrus                                                                 |
|                 |                                                                                            |